# Parc national du mont Rainier
Vous lisez un « article de qualité » labellisé en 2010.
Le parc national du mont Rainier (en anglais : Mount Rainier National Park) est un parc national américain situé dans l'État de Washington dans le Nord-Ouest des États-Unis.
Couvrant une superficie de près de 956 km2, ce parc est célèbre pour le mont Rainier. Cet imposant stratovolcan, dont le sommet culmine à plus de 4 000 m, appartient au massif de la chaîne des Cascades.
L'occupation humaine de la région remonte à près de 8 000 ans, lorsque des Paléoaméricains l'arpentent pour chasser et pratiquer la cueillette. Après l'arrivée des premiers explorateurs d'origine européenne, les tribus locales de langues salish sont très touchées par des épidémies de variole amenée sur le continent par les colons dès la fin du XVIIIe siècle.
La région devient le cinquième parc national américain le 2 mars 1899 durant la présidence de William McKinley. Administré par le National Park Service, dont la mission est de protéger ses richesses naturelles et culturelles, le parc abrite plus de 1 000 espèces végétales et plus de 300 espèces de vertébrés.

## Géographie

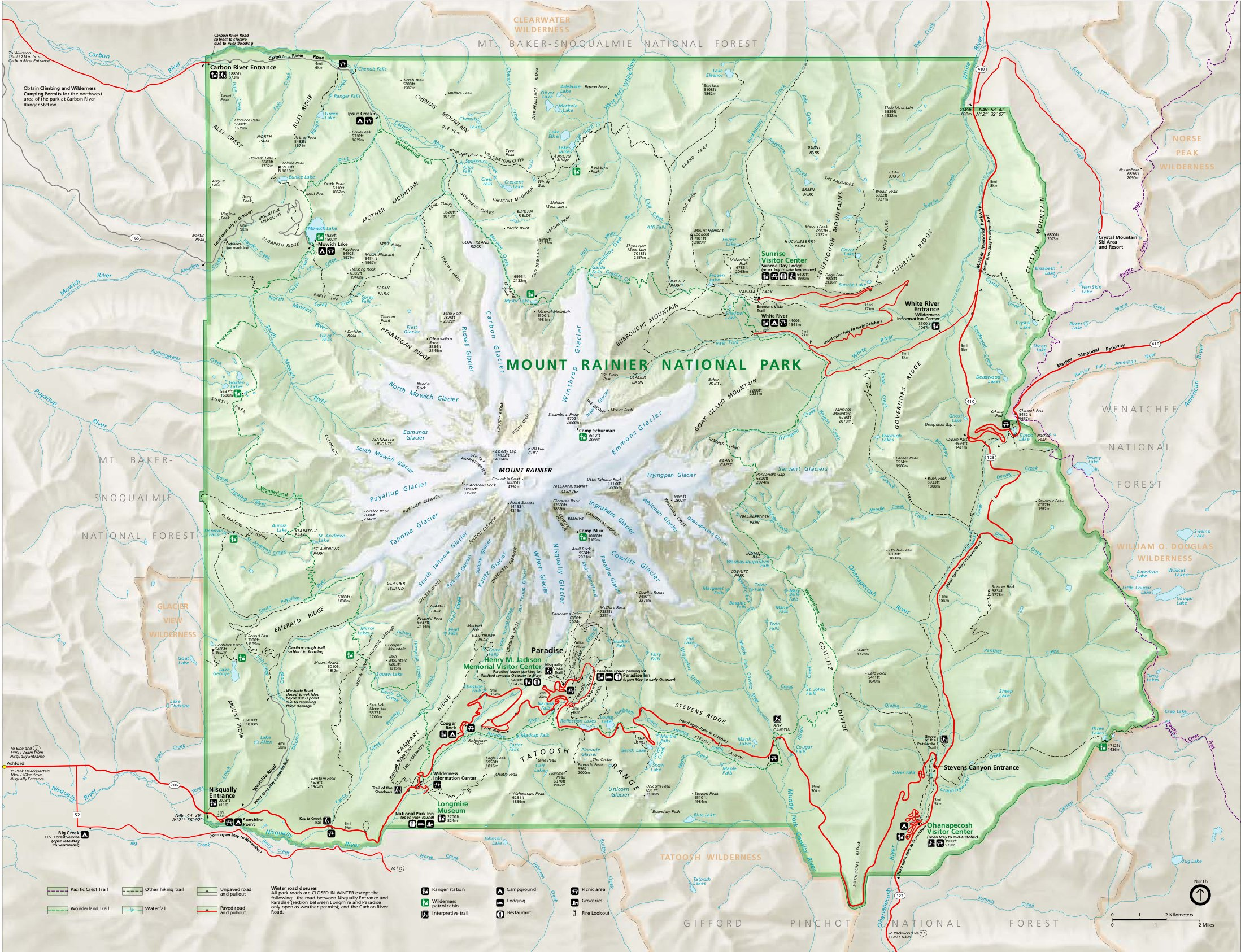
Carte du parc national.

Le parc se situe au centre de l'État de Washington et s'étend sur les territoires des comtés de Pierce et de Lewis. Il se situe à environ 100 km au sud-est de Seattle et à 200 km au nord-est de Portland. Les autres localités importantes de la région sont la capitale Olympia et Tacoma.
D'une superficie de 953,5 km2, le parc englobe toute la région du mont Rainier. Il s'étend sur près de 30 km du nord au sud et d'est en ouest. Tout autour se trouvent de nombreuses réserves naturelles (Wilderness) et forêts nationales qui couvrent et protègent une partie importante de la chaîne montagneuse des Cascades.

### Relief
L'altitude minimale du parc avoisine les 500 m tandis que le sommet du parc culmine à 4 392 m au niveau du mont Rainier. La région appartient plus précisément à la région montagneuse de la chaîne des Cascades. Ce massif est composé de nombreux sommets dont l'altitude maximale est comprise entre 2 000 et 2 500 m. Le mont Rainier est le cinquième plus haut sommet des États-Unis, hors Alaska, mais aussi le point culminant de la chaîne des Cascades. Les montagnes de la région donnent une impression de grandeur par rapport à la faible altitude des vallées. Dans la région environnante, seuls quelques volcans parviennent à dépasser la barre des 3 000 m comme les monts Baker, Adams et le pic Glacier.
Parmi les autres sommets non-volcaniques importants situés dans le parc se trouvent le pic Unicorn (2 125 m), le pic Dege (2 136 m) et la Skyscraper Mountain (2 157 m).

### Climat
Appartenant à la région montagneuse de la chaîne des Cascades et avec une altitude maximale dépassant les 4 000 m, le climat de la région du parc est de type montagnard. Les régions situées plus à l'ouest des montagnes présentent un climat océanique tempéré, alors que le climat est continental humide dans les régions plus à l'est,.
Dans la partie occidentale du parc, grâce à l'influence océanique, les précipitations sont importantes d'octobre à mai et se présentent en grande partie sous forme neigeuse en altitude. Ces précipitations sont d'autant plus fortes que la chaîne des Cascades forme un écran qui bloque l'humidité des masses d'air océaniques sur leur flanc occidental. La période estivale y est généralement plus sèche. En altitude, les précipitations neigeuses sont très importantes. Alors qu'il tombe en moyenne seize mètres de neige par an sur le mont Rainier, lors de l'hiver 1971-1972 il tombe 28,5 m à la station de relevé de Paradise Ranger située à 1 647 m d'altitude. Le record national est cependant détenu par le proche mont Baker qui reçoit durant l'hiver 1998-1999 près de 29 m de précipitations neigeuses. Dans la partie orientale du parc, le climat est plus sec avec des hivers plus froids et des étés plus chauds
| Mois                                                 | Janv  | Fév   | Mars  | Avr   | Mai   | Juin | Juil | Août | Sept | Oct   | Nov   | Déc   | Année        |
| ---------------------------------------------------- | ----- | ----- | ----- | ----- | ----- | ---- | ---- | ---- | ---- | ----- | ----- | ----- | ------------ |
| Record des températures maximales (°C)               | 18,0  | 16,0  | 21,0  | 26,0  | 28,0  | 29,0 | 30,0 | 31,0 | 32,0 | 31,0  | 22,0  | 17,0  | 32,0 (1988)  |
| Températures maximales moyennes (°C)                 | 1,0   | 1,0   | 2,0   | 5,0   | 9,0   | 12,0 | 17,0 | 17,0 | 14,0 | 9,0   | 2,0   | 1,0   | 8,0          |
| Températures minimales moyennes (°C)                 | -6,0  | -6,0  | -5,0  | -3,0  | -1,0  | 2,0  | 6,0  | 6,0  | 4,0  | 0,0   | -4,0  | -7,0  | -1,0         |
| Record de température minimale (°C)                  | -25,0 | -28,0 | -19,0 | -16,0 | -11,0 | -7,0 | -6,0 | -3,0 | -7,0 | -12,0 | -24,0 | -28,0 | -28,0 (1968) |
| Moyennes mensuelles de précipitations (mm)           | 462   | 353   | 326   | 228   | 140   | 99   | 54   | 57   | 120  | 216   | 484   | 500   | 3 046        |
| Moyennes mensuelles de précipitations neigeuses (cm) | 133   | 98    | 85    | 27    | 3     | 0    | 0    | 0    | 0    | 4     | 38    | 98    | 486          |

### Hydrographie

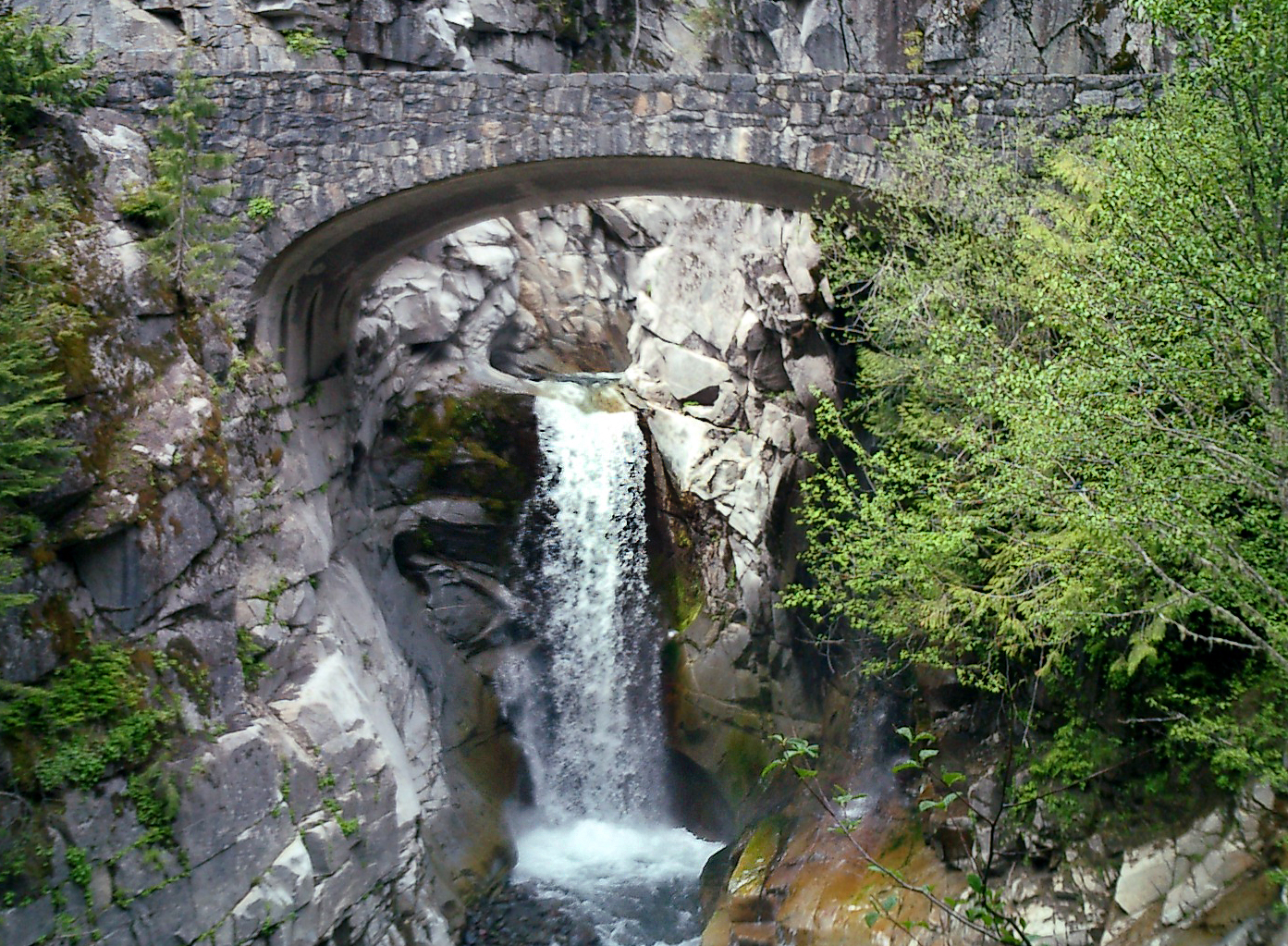
Les chutes Christine avec le pont des Chutes Christine.

Les cours d'eau du parc appartiennent tous au bassin versant de l'océan Pacifique. La majorité d'entre eux prennent leurs sources au niveau du mont Rainier. Les importantes précipitations qui s'abattent sur la région tout au long de l'année couplées à la fonte des glaciers permettent d'alimenter tous ces cours d'eau. Le mont abrite ainsi la plus grande superficie de glaciers sur une seule montagne de tout le pays hors Alaska.
Plus de 470 cours d'eau s'écoulent dans le parc. Parmi les principaux se trouvent la rivière White qui s'écoule au nord-est du parc, la rivière Carbon au nord-ouest du parc, le fleuve Puyallup et la rivière Mowich à l'ouest, le fleuve Nisqually au sud-ouest et un affluent de la rivière Cowlitz au sud-est. Les cours d'eau s'écoulent en général dans des vallées glaciaires assez encaissées.
Les cours d'eau de la région appartiennent aux bassins hydrographiques de trois fleuves. Les rivières White, Carbon et Mowich sont des affluents du fleuve Puyallup qui termine sa course à l'ouest dans le Puget Sound, un bras de mer de l'océan Pacifique. Le fleuve Nisqually se déverse également dans l'extrémité méridionale du Puget Sound. La rivière Cowlitz est de son côté un affluent de l'important fleuve Columbia qui se jette dans l'océan Pacifique au niveau de la ville d'Astoria dans l'Oregon.
Le parc abrite plus de 380 lacs ou mares. Le lac Mowich est la plus grande étendue d'eau du parc. Juché à près de 1 500 m d'altitude, il s'étend sur 50 ha pour une profondeur de 17 m,. De nombreuses cascades sont présentes dans le parc comme les chutes Christine, chutes Narada, chutes Comet, chutes de la Kautz Creek, chutes Van Trump ou chutes Sydney.

## Géologie

Carte des aléas volcaniques autour du volcan
Coulées de laves et coulées pyroclastiques
Lahars de grande taille (Type Electron)
Lahars de taille moyenne
Coulées de boues de petite taille (généralement non-associées au volcanisme)
Inondations induites par des lahars
Zone inondable à la suite de la rupture du barrage Alder
- Limites de comtés
- Limites du parc national du mont Rainier

Les roches les plus anciennes de la région de la chaîne des Cascades ont environ 400 millions d'années. Formées au fond de l'océan Pacifique, ces roches sédimentaires sont les plus anciennes découvertes dans la région. Posées à la surface de plaques tectoniques en mouvement, ces roches sont ensuite transportées vers le nord. Cette lithosphère océanique rencontre finalement l'importante plaque nord-américaine il y a 90 millions d'années. Le sol se soulève alors, centimètre par centimètre, pour former un premier relief. Ce relief est ensuite érodé en grande partie, mais de nouvelles plaques océaniques entrent à nouveau en collision durant les 40 à 35 derniers millions d'années. Cette nouvelle rencontre marque le début de l'orogenèse de la chaîne des Cascades à l'aplomb de la zone de subduction où se forme le magma à l'origine de l'arc volcanique des Cascades.
Les volcans des Cascades sont alimentés par la matière en fusion générée par la subduction des plaques tectoniques de Gorda et de Juan de Fuca sous la bien plus grande plaque nord-américaine. Située à près de 500 km au large des côtes, le centre de la plaque de Gorda s'enfonce chaque année de près de 2,5 cm sous l'Amérique du Nord,,.
La formation du mont Rainier débute il y a environ un million d'années alors que les montagnes voisines ont près de douze millions d'années. Le dôme du volcan se compose de roches andésitiques. Il est le plus haut volcan de la chaîne des Cascades et le troisième en termes de volume après le mont Adams et le mont Shasta.
Les scientifiques pensent que, durant sa formation, la hauteur du volcan dépasse de plus de 300 m la hauteur actuelle mais la partie supérieure du volcan s'effondre par la suite à cause d'éruptions violentes. Au cours de son histoire géologique, les flancs du volcan sont également façonnés par l'érosion glaciaire.
Les dernières éruptions du volcan remontent au XIXe siècle. Considéré comme endormi, le volcan pourrait toujours entrer en éruption comme l'ont fait dans le passé le pic Lassen (1914) et le mont Saint Helens (1980). Un sismographe mesure en continu son activité sismique. Bien que relativement faible, celle-ci est régulière. Les géologues pensent que cette activité est causée par la circulation de fluides chauds sous le volcan, fluides qui sont à l'origine de la création de sources chaudes ou de fumerolles dans le parc.
Le mont Rainier est probablement le volcan qui a le plus grand potentiel de destruction de la chaîne de Cascades. En plus de sa taille importante, les nombreux glaciers présents sur son sommet pourraient fondre en cas d'éruptions et créer d'importants lahars. Ils pourraient toucher les millions d'habitants de la zone métropolitaine de Seattle mais aussi les populations jusqu'au Nord-Ouest de l'Oregon. Des débris découverts à proximité du Puget Sound dans la métropole de Seattle indiquent que ces phénomènes se sont déjà produits dans le passé,.

## Milieu naturel

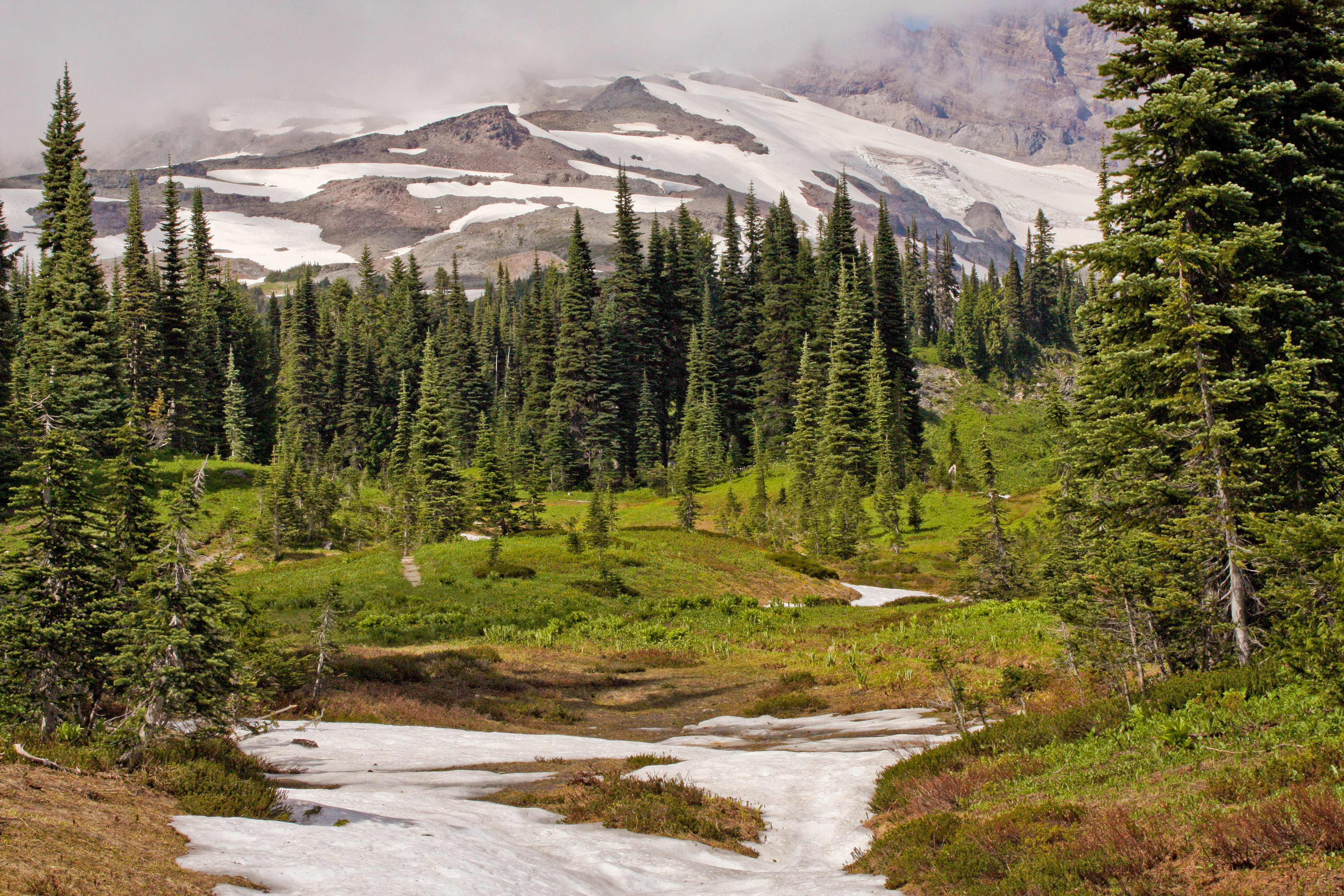
Sapins subalpins.

Le parc national s'étend sur trois zones écologiques principales, ce qui lui donne une grande biodiversité. En dessous de 1 500 m se trouve la zone boisée, de 1 500 m à 1 800 m la zone subalpine et au-dessus la zone alpine. La zone boisée couvre à elle seule près de 60 % du parc tandis que les deux autres zones se partagent presque équitablement le reste.
Au total, le parc abrite près de 890 espèces de plantes vasculaires et 250 espèces de plantes non-vasculaires. Il accueille également près de 300 espèces de mammifères, d'oiseaux, de poissons, de reptiles et d'amphibiens.
À ses frontières occidentale et septentrionale, le parc est bordé par la forêt nationale du Mont Baker-Snoqualmie. Au sud, il est bordé par la forêt nationale Gifford Pinchot et à l'est par la forêt nationale de Wenatchee. Parmi les autres zones protégées situées à proximité se trouvent l'aire sauvage de Tatoosh (Tatoosh Wilderness), l'aire sauvage de Norse Peak (Norse Peak Wilderness), l'aire sauvage de Clearwater (Clearwater Wilderness) et l'aire sauvage de William O. Douglas (William O. Douglas Wilderness).
Selon l'Agence de protection de l'environnement des États-Unis, le parc national se trouve dans l'écorégion de la « cordillère occidentale des montagnes boisées du Nord-Ouest »,,,. Selon le système de classement du WWF, la zone appartient à l'écorégion Central and Southern Cascades forests qui se caractérise par une région montagneuse couverte de conifères et dont le climat est d'autant plus humide vers l'ouest de la région.

### Flore
La végétation dans le parc est fortement liée à l'altitude. Le dénivelé atteint en effet un peu moins de 4 000 m entre le plus haut sommet et les fonds des vallées. Le climat varie donc fortement selon l'endroit ce qui a un impact important sur l'abondance et le type d'espèces vivantes. Les précipitations plus abondantes à l'ouest du parc par rapport à l'est influencent également la nature des espèces présentes. Des phénomènes naturels tels que des incendies, des avalanches, des coulées de boue volcanique peuvent aussi avoir un impact local sur la flore,.
En dessous de 1 000 m d'altitude, la forêt est dominée par la Pruche de l'Ouest (Tsuga heterophylla), le Sapin de Douglas (Pseudotsuga menziesii) et le Thuya géant de Californie (Thuja plicata). Jusqu'à 1 500 m environ, la forêt, qui devient de moins en moins dense, se compose plutôt du Sapin gracieux (Abies amabilis), du Cyprès de Nootka (Chamaecyparis nootkatensis), du Pin argenté (Pinus monticola) et du Sapin noble (Abies nobilis). Certaines zones boisées sont âgées de seulement 100 ans notamment là où des glaciers se sont récemment retirés. D'autres zones boisées, dénommées forêts primaires, sont âgées de parfois plus de 1 000 ans.
Plus haut, la végétation se fait rare au niveau de la zone subalpine qui est recouverte une longue partie de l'année par la neige. Bien que plus rares, certains arbres sont encore présents dans cette zone comme le Sapin subalpin (Abies lasiocarpa), la Pruche subalpine (Tsuga mertensiana), le Pin à écorce blanche (Pinus albicaulis) et l'Épicéa d'Engelmann (Picea engelmannii). Parmi les fleurs de cette zone se trouvent Erythronium grandiflorum var. pallidum, Polygonum bistortoides, Pulsatilla occidentalis, Caltha leptosepala, Dodecatheon jeffreyi, Gentiana calycosa, Castilleja miniata, Mimulus lewisii, Valeriana sitchensis et la Campanule à feuilles rondes (Campanula rotundifolia).

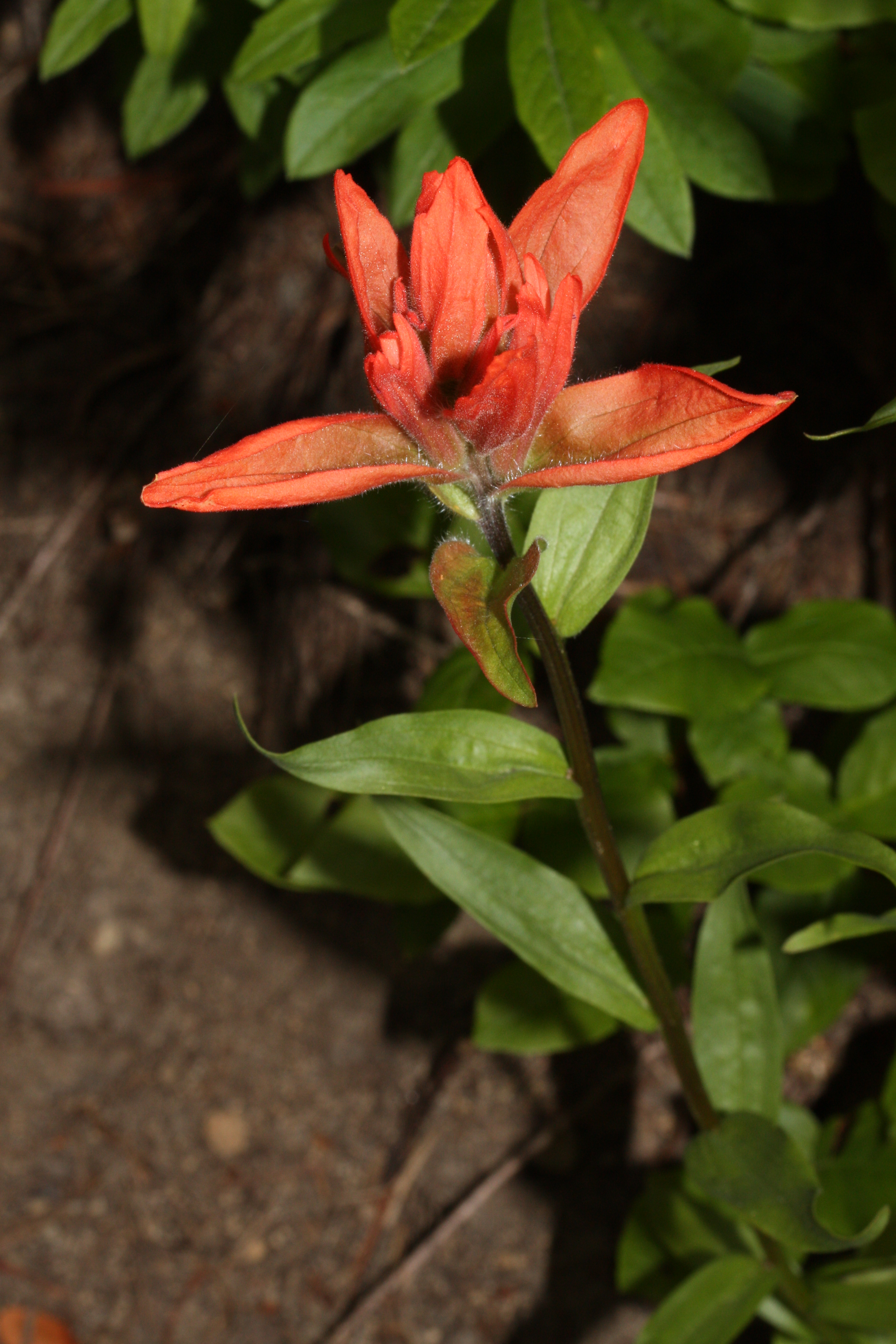
Castilleja miniata.
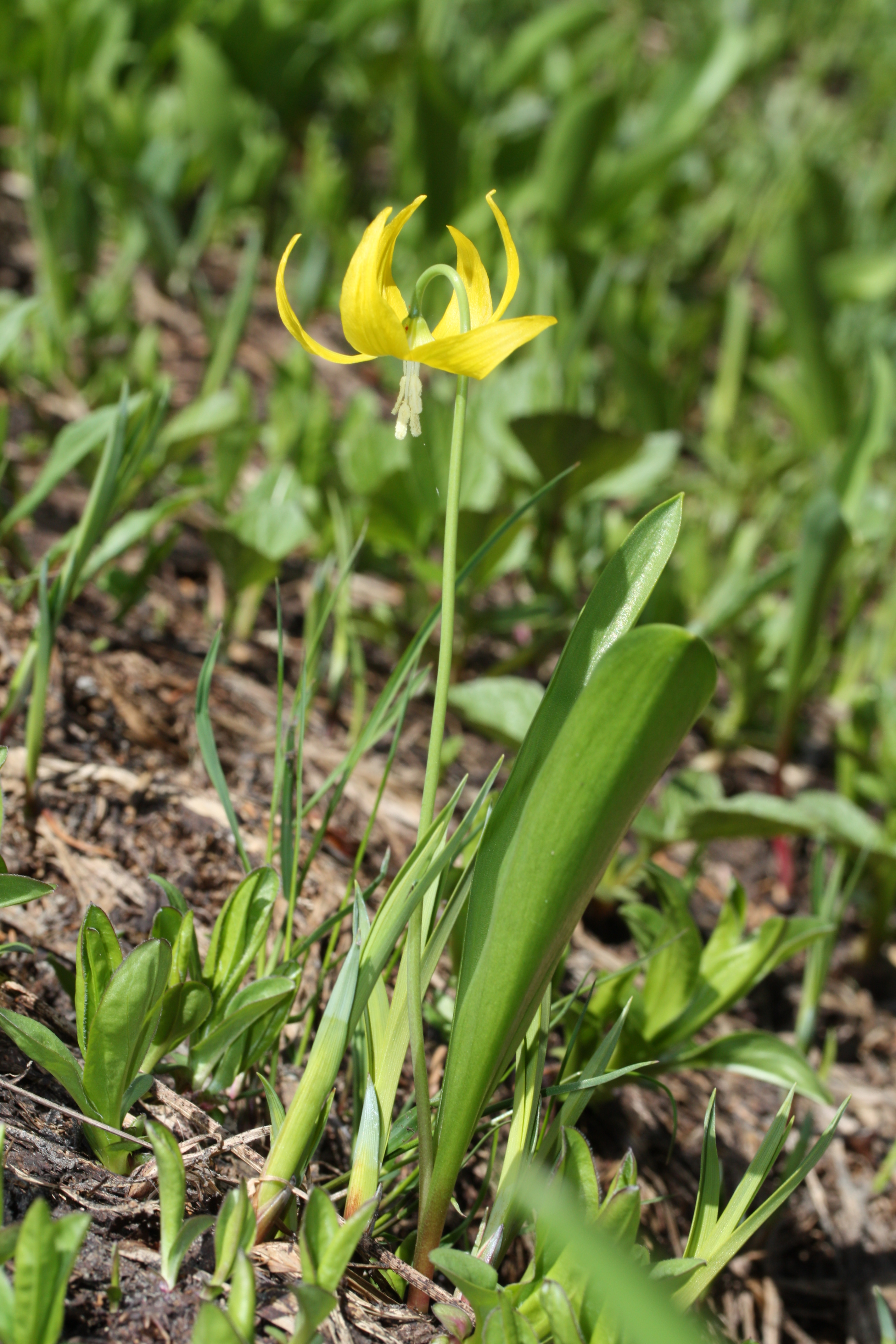
Erythronium grandiflorum.
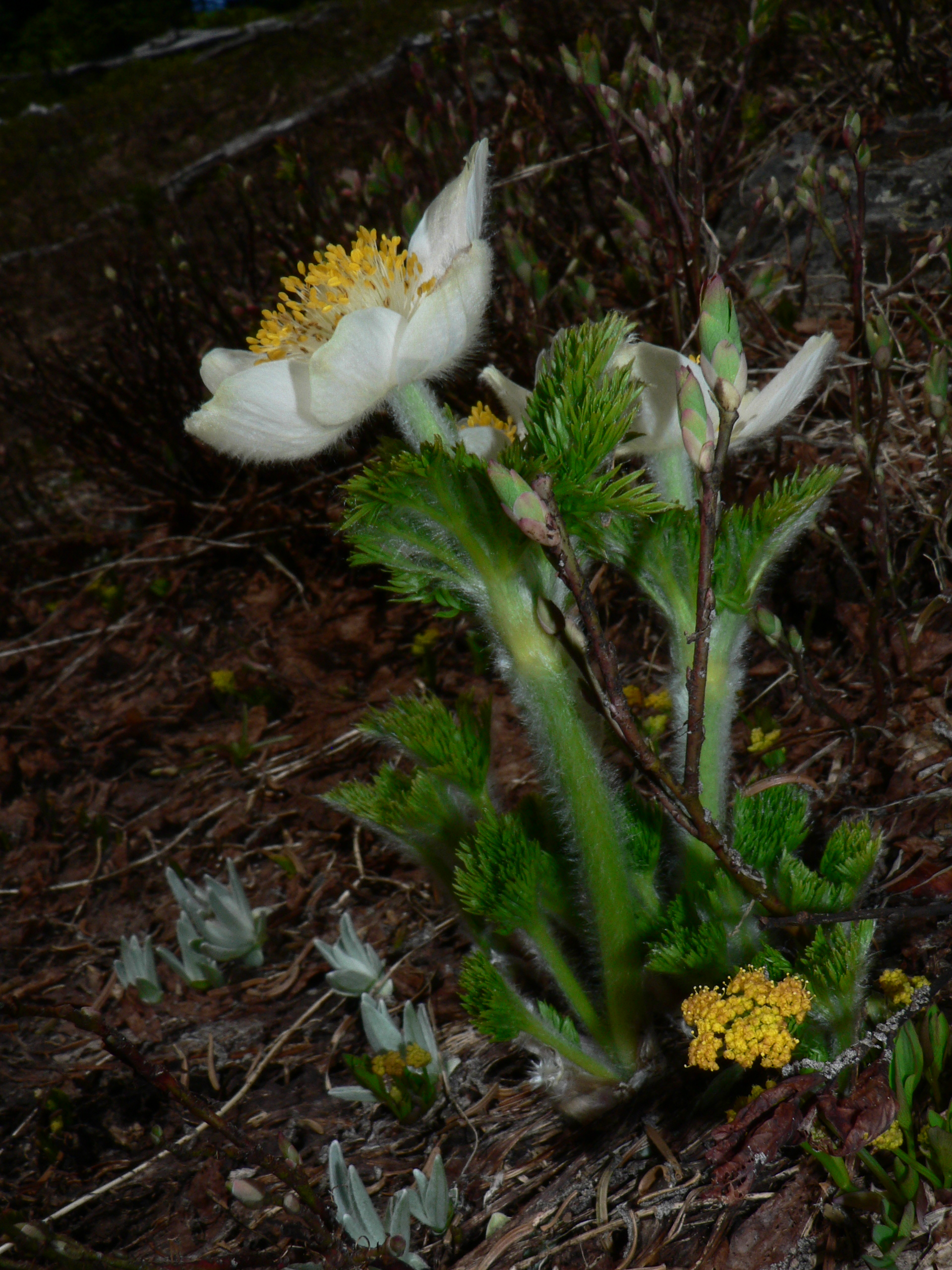
Pulsatilla occidentalis.

Finalement, la zone alpine, composée de zones rocheuses, débute au-delà de la limite des arbres jusqu'aux sommets. La neige et la glace peuvent par endroits résister tout au long de l'année empêchant toute végétation. En général, les sols se dégagent toutefois pendant une très courte période obligeant les plantes à se développer rapidement. Dans cette zone poussent par exemple Eriogonum pyrolifolium var. coryphaeum, le Silène acaule (Silene acaulis), la Drave Draba aureola, le Lupin de Lyall (Lupinus lyallii) et la Vergette dorée (Erigeron aureus).

### Faune
Le parc abrite 229 espèces d'oiseaux, 56 espèces de mammifères, onze espèces d'amphibiens, huit espèces de poissons, cinq espèces de reptiles ainsi que de nombreux invertébrés.
Les grands herbivores sont représentés par la Chèvre des montagnes Rocheuses (Oreamnos americanus), le Cerf hémione (Odocileus hemionus) et le Wapiti (Cervus canadensis). Les grands prédateurs sont l’Ours noir (Ursus americanus), le Puma (Puma concolor), le Lynx roux (Lynx rufus), le Renard roux (Vulpes vulpes) et le Coyote (Canis latrans). Parmi les petits mammifères se trouvent le Castor canadien (Castor canadensis), la Martre d'Amérique (Martes americana), le Raton laveur (Procyon lotor), le Pika américain (Ochotona princeps), l'Écureuil de Douglas (Tamiasciurus douglasii), le Spermophile à mante dorée des Cascades (Spermophilus saturatus), la Marmotte des Rocheuses (Marmota caligata), la Musaraigne palustre (Sorex palustris) et six espèces de chauves-souris dont la Chauve-souris à longues pattes (Myotis volans).

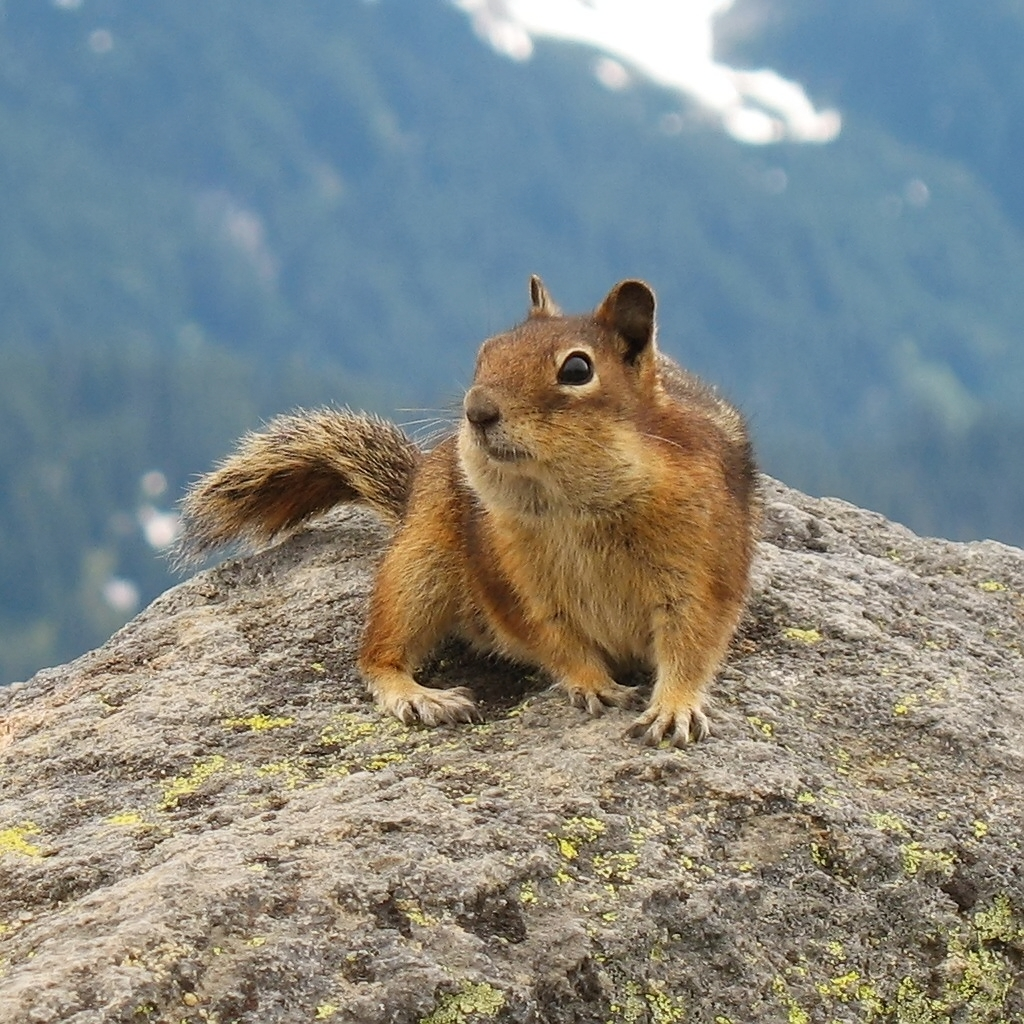
Spermophile à mante dorée des Cascades.
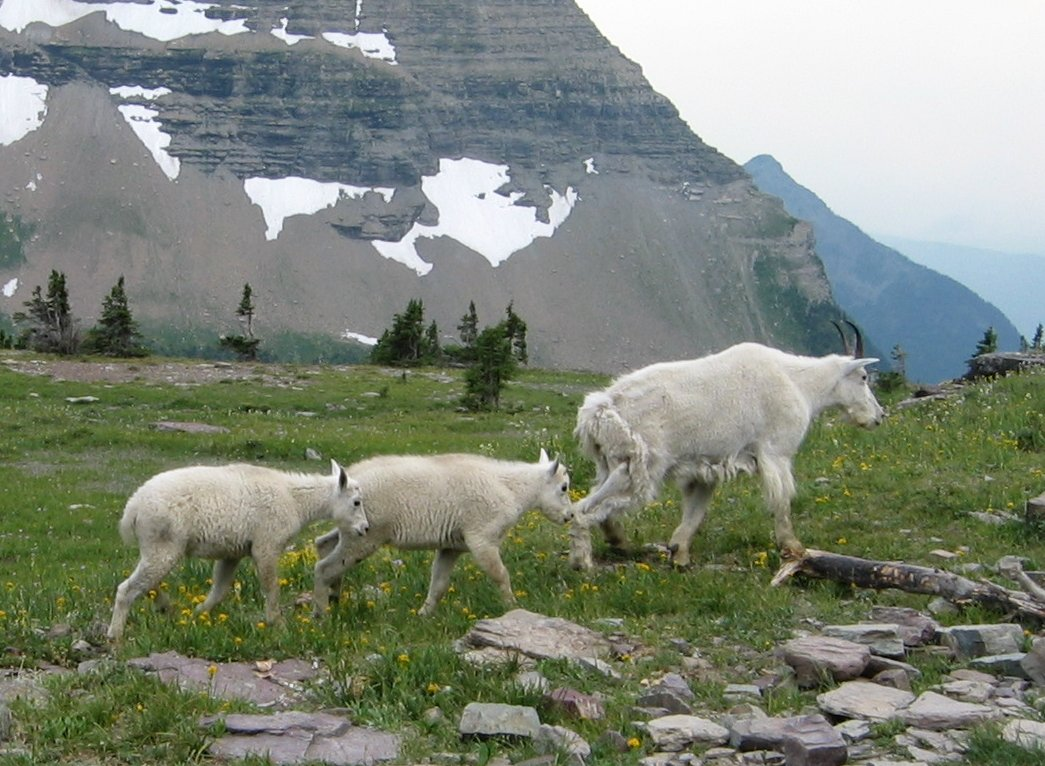
Chèvre des montagnes Rocheuses.
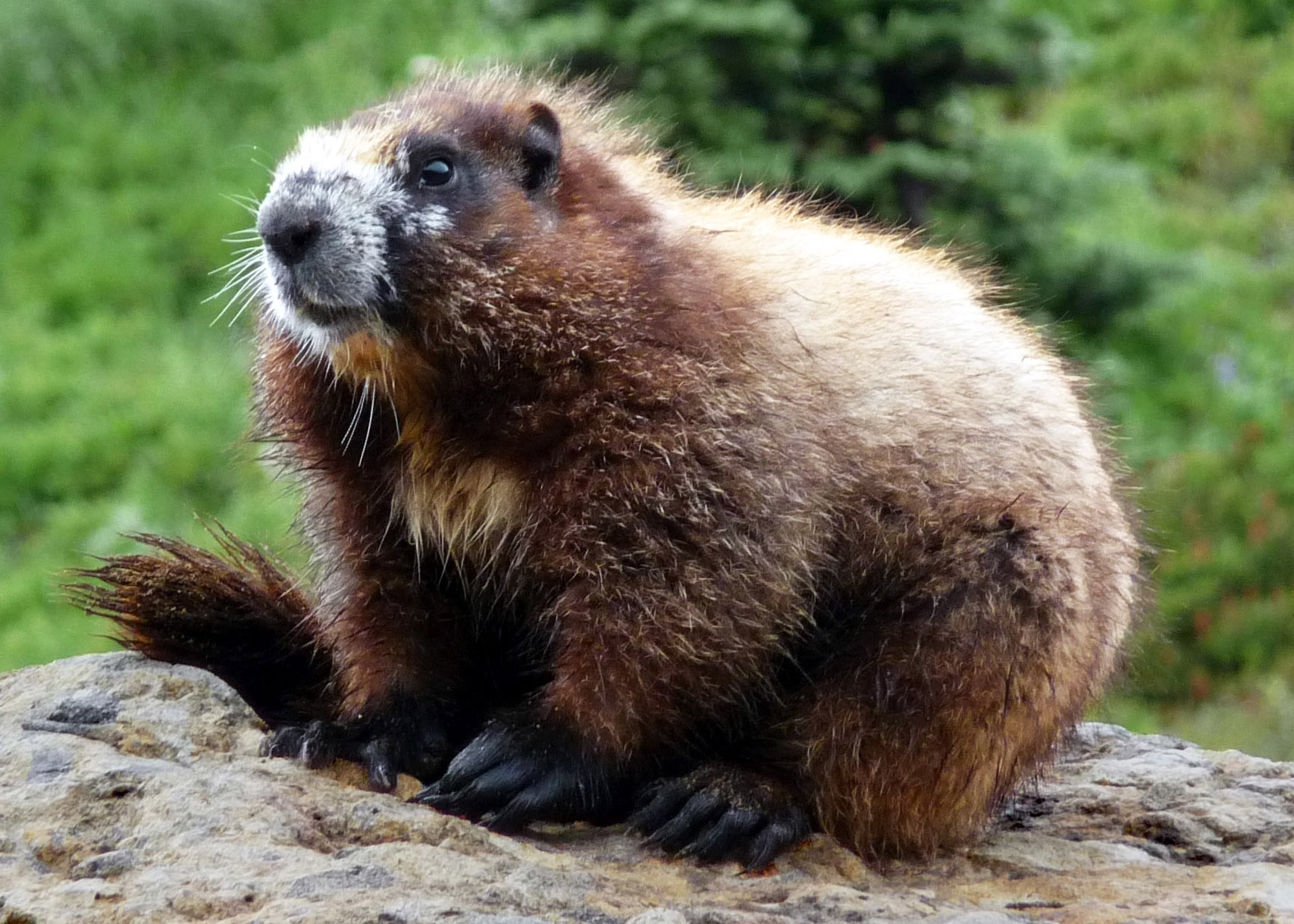
Marmotte des Rocheuses.

Parmi les oiseaux, certains vivent dans le parc durant toute l'année tandis que d'autres migrent durant la saison froide. Ils se répartissent sur les différents étages du parc en fonction de leurs spécialisations. Dans la zone boisée vivent la Paruline à croupion jaune (Dendroica coronata), la Paruline à calotte noire (Wilsonia pusilla), le Junco ardoisé (Junco hyemalis), le Tarin des pins (Carduelis pinus), le Martinet de Vaux (Chaetura vauxi), le Grimpereau brun (Certhia americana), le Pic chevelu (Picoides villosus), le Geai de Steller (Cyanocitta stelleri), la Mésange à dos marron (Poecile rufescens), le Pic flamboyant (Colaptes auratus), l'Hirondelle à face blanche (Tachycineta thalassina), la Grive à dos olive (Catharus ustulatus) et la Sittelle à poitrine rousse (Sitta canadensis). Dans la zone subalpine sont présents le Bruant à couronne dorée (Zonotrichia atricapilla), la Buse à queue rousse (Buteo jamaicensis), le Busard Saint-Martin (Circus cyaneus), le Tétras fuligineux (Dendragapus fuliginosus), l'Alouette hausse-col (Eremophila alpestris) et le Pipit d'Amérique (Anthus rubescens),. La zone alpine accueille principalement le Roselin à tête grise (Leucosticte tephrocotis), le Lagopède à queue blanche (Lagopus leucura), le Grand Corbeau (Corvus corax) et le Colibri roux (Selasphorus rufus). À proximité des rivières et des lacs sont parfois présents le Grand Héron (Ardea herodias), le Garrot d'Islande (Bucephala islandica), le Chevalier grivelé (Actitis macularia), l'Arlequin plongeur (Histrionicus histrionicus), le Martin-pêcheur d'Amérique (Megaceryle alcyon), le Carouge à épaulettes (Agelaius phoeniceus) et le Cincle d'Amérique (Cinclus mexicanus),. Parmi les espèces menacées d'oiseaux se trouvent la Chouette tachetée du Nord (Strix occidentalis caurina) et le Pygargue à tête blanche (Haliaeetus leucocephalus).

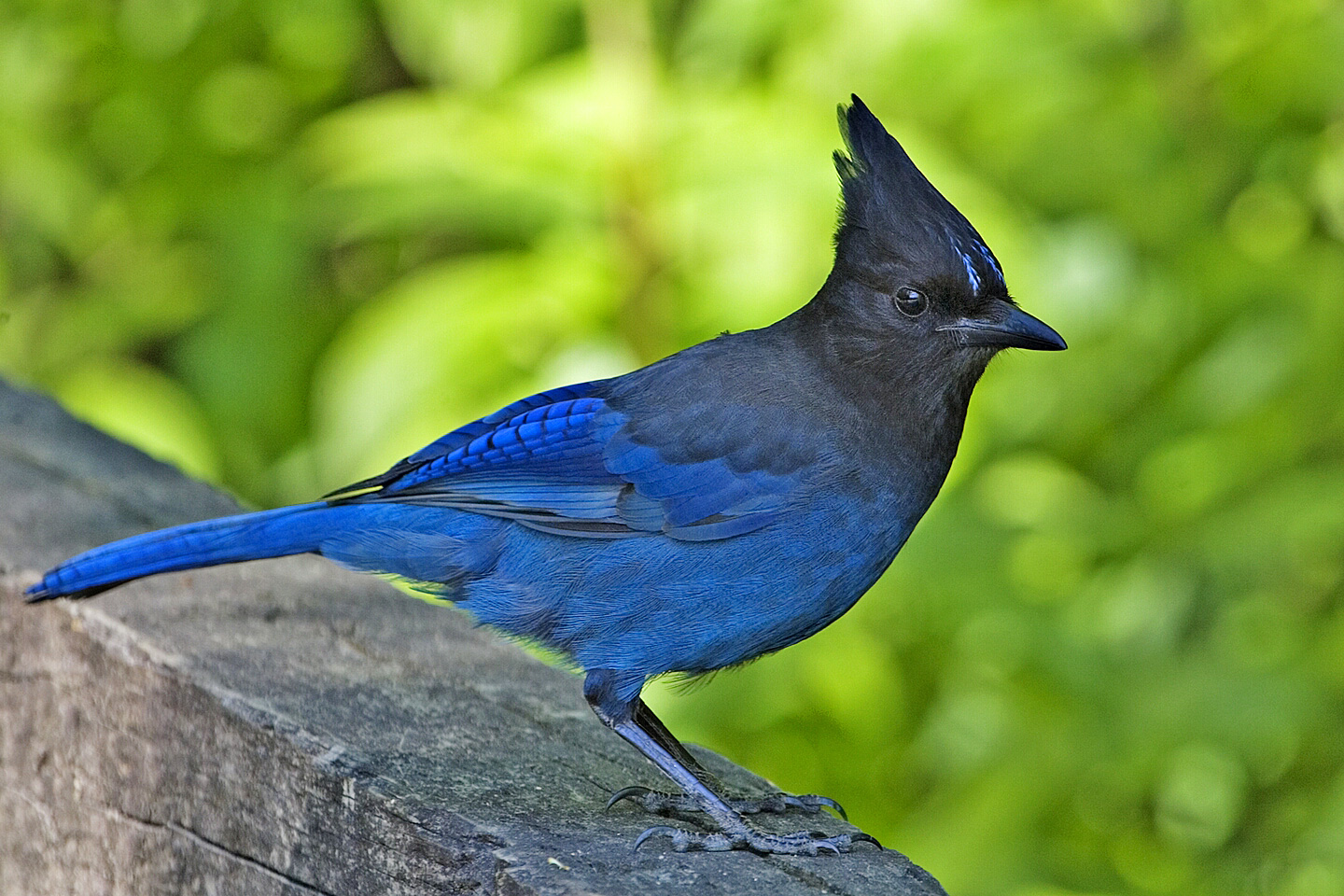
Geai de Steller.
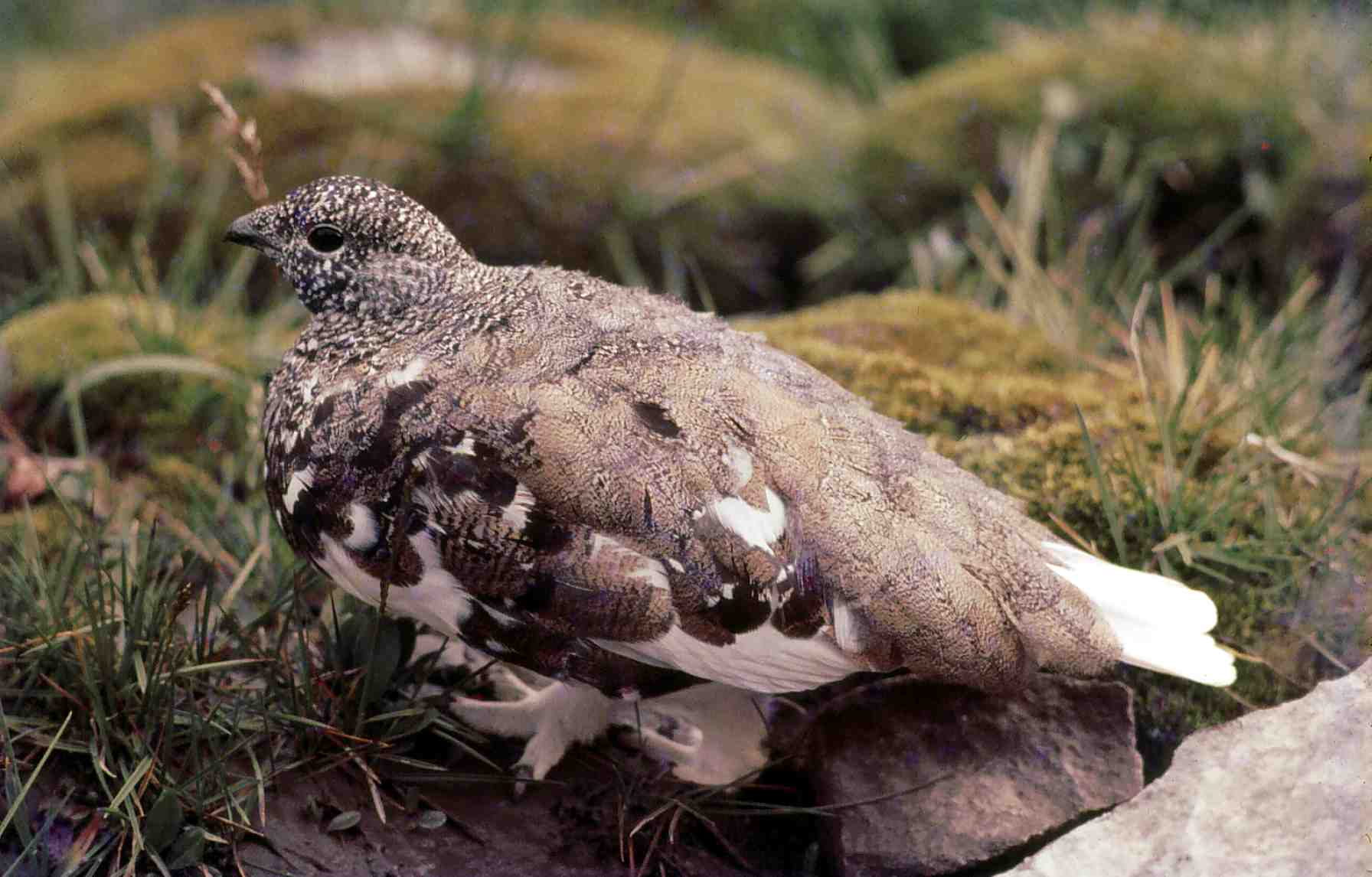
Lagopède à queue blanche.
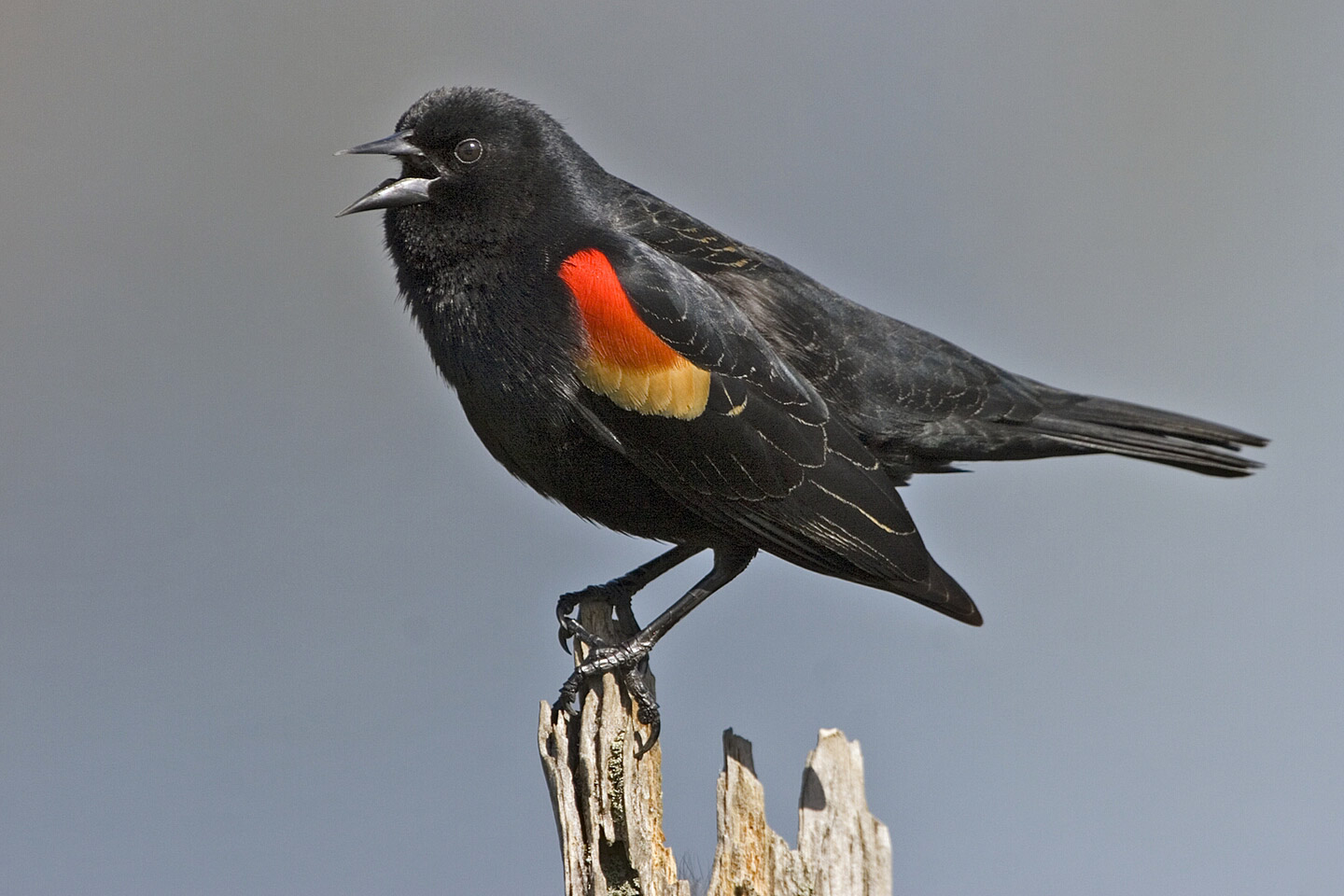
Carouge à épaulettes.

Onze espèces d'amphibiens vivent dans les zones humides du parc, dont la Salamandre foncée (Ambystoma gracile), la Salamandre à longs doigts (Ambystoma macrodactylum), la Salamandre géante du Pacifique (Dicamptodon tenebrosus), la Salamandre de Van Dyke (Plethodon vandykei), la Salamandre à dos rouge de l'Ouest (Plethodon vehiculum), le Triton rugueux (Taricha granulosa), le Crapaud de l'Ouest (Bufo boreas), la Grenouille-à-Queue côtière (Ascaphus truei), la Grenouille à pattes rouges (Rana aurora) et la Grenouille des Cascades (Rana cascadae).
Les reptiles sont représentés par le Boa caoutchouc (Charina bottae), la Couleuvre de l'Ouest (Thamnophis elegans), la Couleuvre du Nord-Ouest (Thamnophis ordinoides), la Couleuvre rayée (Thamnophis sirtalis) et le Lézard alligator (Elgaria coerulea).

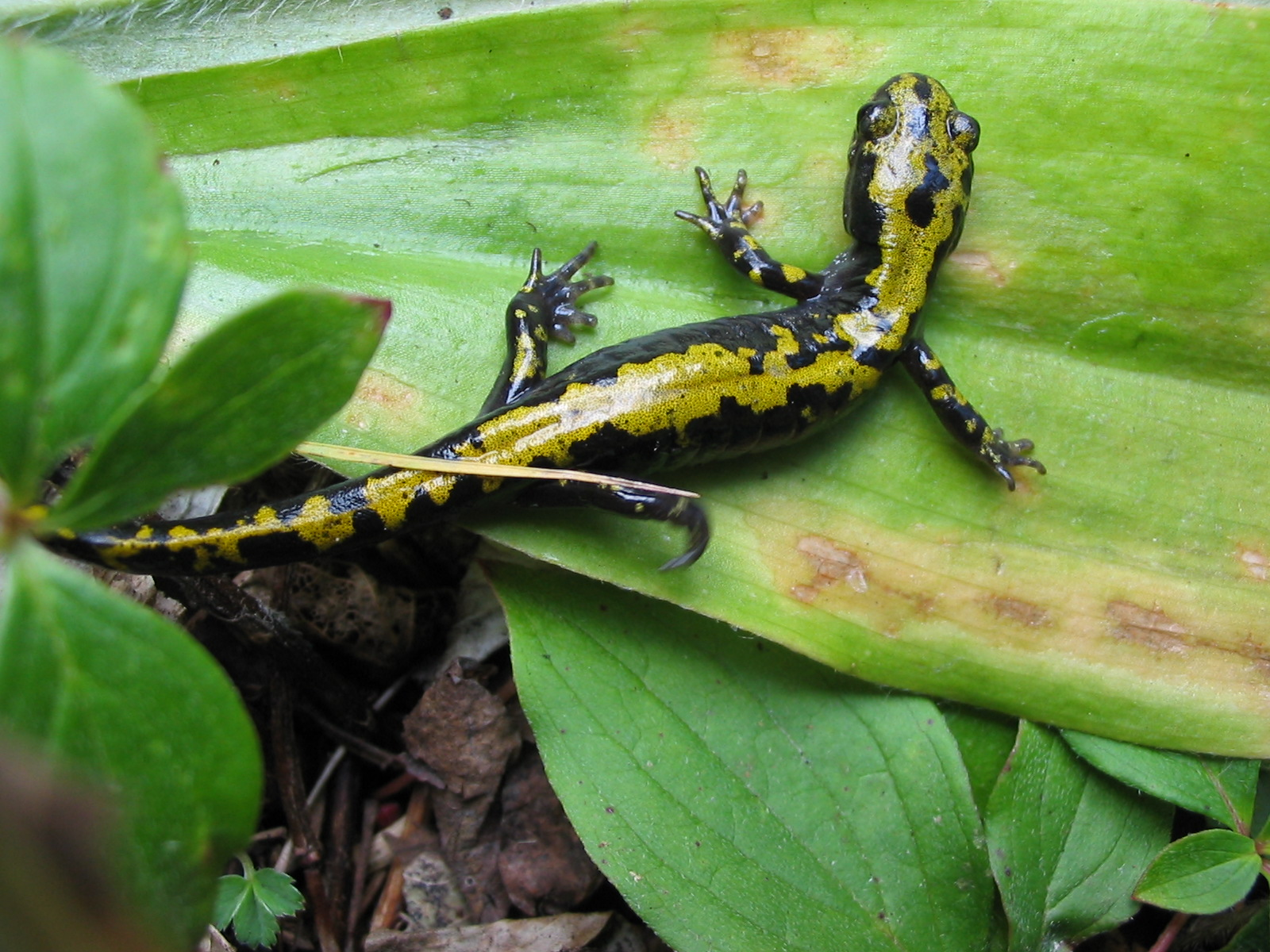
Salamandre à longs doigts.
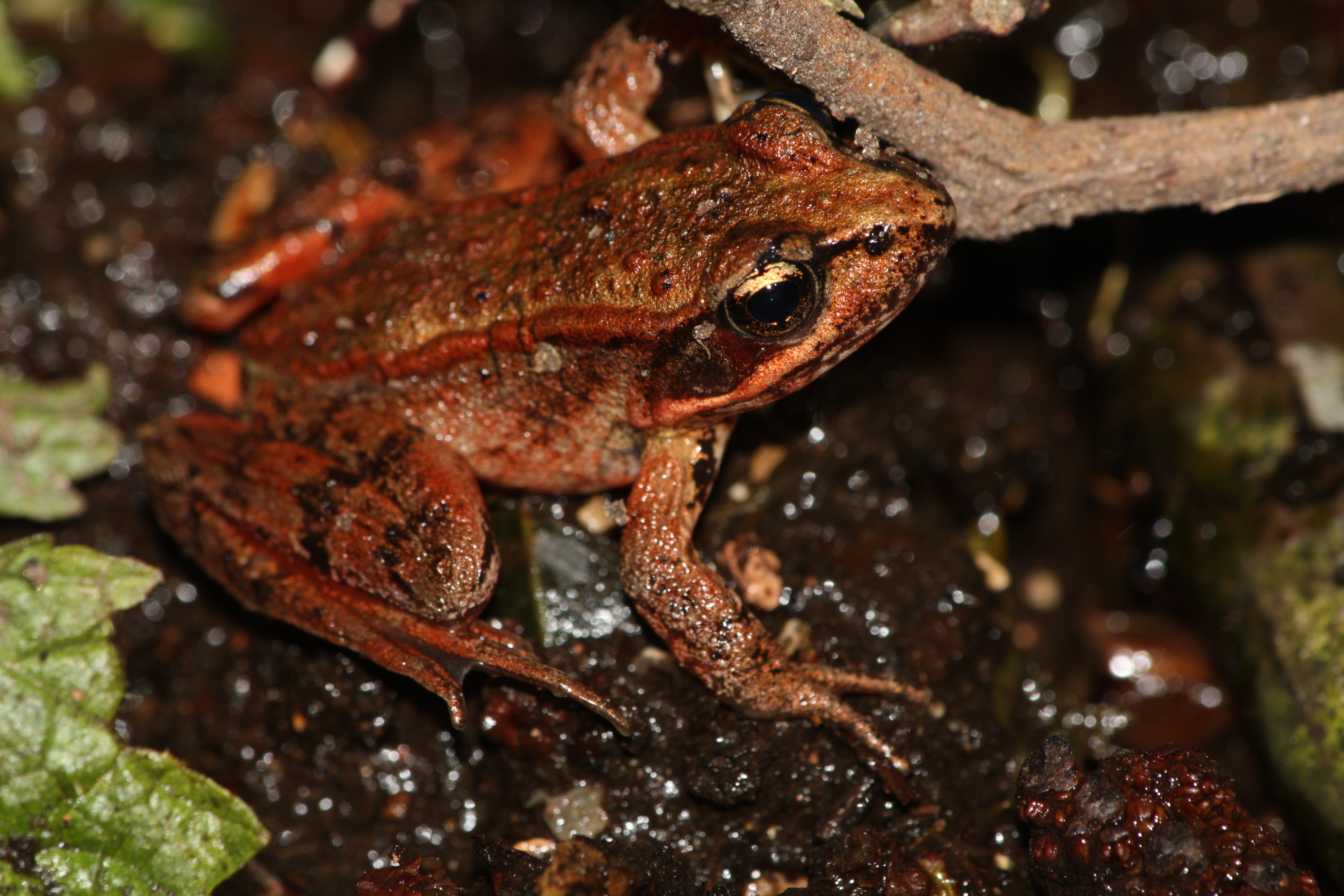
Grenouille à pattes rouges.
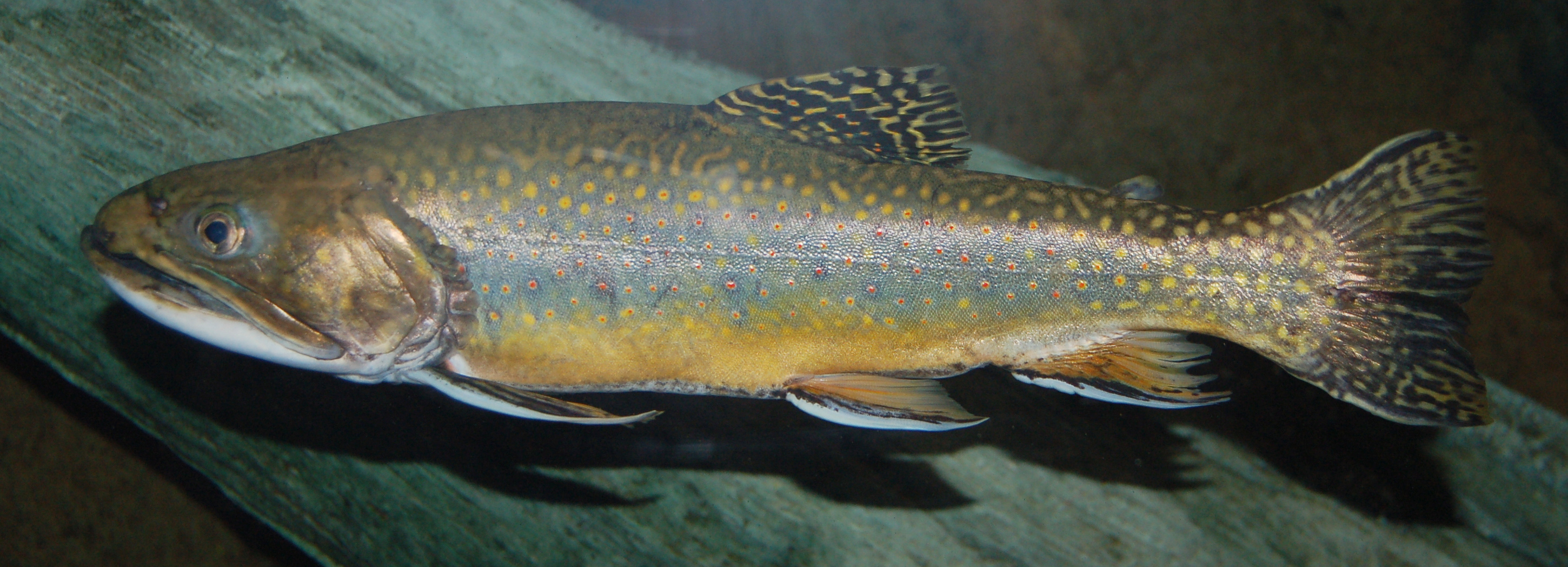
Omble de fontaine.

Les cours d'eau du parc accueillent deux des cinq espèces de saumons du Pacifique. Il s'agit du Saumon coho (Oncorhynchus kisutch) et du Saumon royal (Oncorhynchus tshawytscha). Entre août et décembre, ceux-ci remontent le bassin de la rivière pour y déposer leurs œufs, ce qui attire de nombreux prédateurs. La famille des Salmonidés est aussi représentée par la Truite fardée (Oncorhynchus clarkii), la Truite arc-en-ciel (Oncorhynchus mykiss), l'Omble de fontaine (Salvelinus fontinalis), la Dolly Varden (Salvelinus malma) et l'Omble à tête plate (Salvelinus confluentus).

## Histoire

### Amérindiens

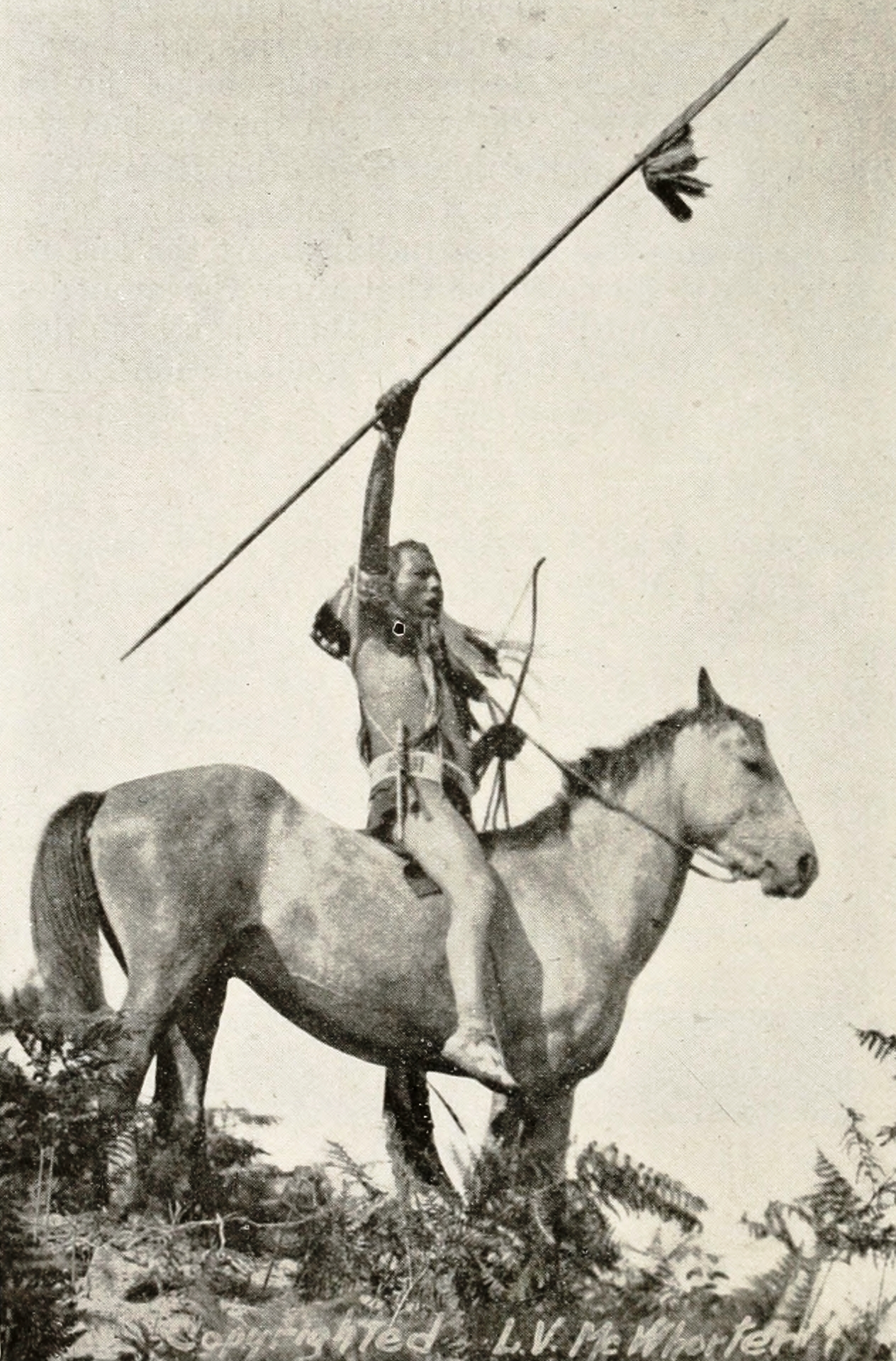
Guerrier de la tribu des Yakamas (1913).

Grâce à la datation de vestiges de projectiles utilisés pour la chasse, les archéologues estiment que les premiers Amérindiens arrivent dans la zone il y a entre 4 500 et 8 000 ans. La zone est aussi bien employée par des tribus en provenance du Puget Sound que par des tribus venant de l'intérieur des terres. Les tribus présentes dans la zone se nomment Nisqually, Puyallup, Muckleshoot, Yakama et Cowlitz.
Les Amérindiens ont une utilisation saisonnière de la région. Ils y viennent à la belle saison pour récolter des fruits et pour y chasser, mais durant l'hiver ils vivent dans des lieux où le climat est plus clément comme à proximité des côtes du Pacifique. Les femmes se chargent de la cueillette de baies tandis que les hommes y chassent le cerf, l'ours ou la chèvre des montagnes. Les Amérindiens brûlent volontairement des zones boisées. Ils dégagent ainsi le terrain et permettent à des plantes à baies de reconquérir ces zones au détriment des arbres. Leurs récoltes sont ainsi améliorées les années qui suivent l'incendie. Ces zones riches en baies attirent d'autant plus le gibier ce qui facilite la chasse.
Les volcans de la région des Cascades sont à l'origine de nombreuses légendes chez les Amérindiens. Ces légendes, qui s'inspirent par exemple d'éruptions volcaniques réelles, parlent de grands Esprits pour expliquer ces phénomènes. Les amérindiens de la langue lushootseed dénomme l'Esprit du Mont Rainier Takhoma qui signifie « lieu où naissent les eaux ». De nombreux noms de lieu du parc tirent également leurs noms de mots amérindiens. Les tribus Nisqually, Cowlitz, Yakima et Puyallup ont ainsi donné leurs noms à des rivières. Le nom de la rivière Mowich signifie de son côté « Cerf ».
La variole, amenée par les Européens, se répand rapidement parmi les indigènes dès le début du XIXe siècle. Certaines populations de la région, comme la tribu Puyallup, sont gravement touchées par la maladie avant même que les Européens ne les découvrent,.

### Européens

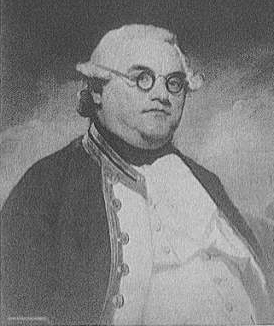
Peter Rainier.

Le volcan est découvert pour la première fois par les Européens lors d'un voyage d'exploration en 1792 mené par George Vancouver. Mandaté par la Royal Navy, George Vancouver et son équipage du HMS Discovery arpentent le Puget Sound lorsqu'ils aperçoivent le volcan. Le volcan tire son nom de Peter Rainier, un ami de George Vancouver également officier dans la Royal Navy.
Durant les années 1850, différents traités furent signés entre les colons et les Amérindiens de la région. Ces derniers vivent ensuite dans différentes réserves de la région et gardent certains droits de chasse notamment dans la région du parc, ce qui provoque des conflits lorsque la zone est proclamée parc national. Le 17 août 1870, Hazard Stevens et P. B. Van Trum réussissent pour la première fois l'ascension du mont Rainier.
L'économie de la région est axée sur l'industrie du bois à partir du milieu du XIXe siècle. L'activité reste toutefois limitée car les moyens de transport sont peu présents et la demande de la région reste faible. Ce n'est que vers la fin du siècle qu'elle augmente lorsque la compagnie de chemin de fer Northern Pacific Railway construit une ligne dans la région. C'est également à cette époque que les premières réserves de protection des forêts apparaissent sous l'impulsion de mouvements de conservation de la nature. La zone du parc est ainsi protégée en tant que réserve forestière (Pacific Forest Reserve) en 1893. Elle est renommée en Mount Rainier Forest Reserve en 1897.
Le parc national du Mont Rainier devient le cinquième parc national du pays le 2 mars 1899 sous le mandat du président William McKinley. Ce statut est obtenu après de nombreuses demandes en provenance de tous les horizons parmi lesquelles des compagnies ferroviaires qui espèrent attirer plus de passagers dans leurs trains pour le tourisme à destination du parc.
Le nombre de visiteurs plafonne à 1 786 en 1906 et grimpe jusque 34 814 en 1915. Cette progression s'explique par la construction de routes permettant aux habitants des métropoles voisines de se rendre dans le parc en voiture. Il s'agit d'ailleurs du premier parc national à autoriser son accès à des voitures. Certaines lignes de chemins de fer amènent également les touristes. Des hôtels sont également construits dans le parc pour accueillir les visiteurs. Des conventions sont ainsi signées entre le parc et des entreprises privées pour la gestion des hôtels. L'auberge National Park Inn est ainsi construite en 1906 pour accueillir jusqu'à soixante personnes. Elle dispose de l'électricité produite au niveau du proche fleuve Nisqually.
À la suite du New Deal, de nombreux travaux sont réalisés dans le parc par le Civilian Conservation Corps jusqu'au début des années 1940 en vue de relancer l'activité économique gravement touchée lors de la Grande Dépression. Les travailleurs s'occupent de la construction de sentiers de randonnée, de campements et de bâtiments administratifs.
En 1988, la protection de 97 % du parc national est renforcée grâce à l'obtention du statut d'aire sauvage du Mont Rainier (Mount Rainier Wilderness).
Le nombre de visiteurs augmente ensuite fortement jusqu'au début du XXIe siècle pour atteindre un à deux millions de visiteurs chaque année.

## Gestion et administration

Logo du National Park Service.

Le parc national est géré par le National Park Service, qui dépend du Département de l'Intérieur américain. Ce service national dispose d'un budget annuel total de 2,924 milliards de dollars (2009) et doit gérer au niveau national plusieurs zones protégées, dont la superficie totale avoisine les 340 000 km2.
En 2003, le budget du parc est de plusieurs millions de dollars tandis que le nombre d'employés dépasse les 200. Ce budget sert essentiellement à payer le personnel présent dans le parc et à rénover ou améliorer des routes ou certains bâtiments. Le personnel s'occupe d'accueillir et d'informer les visiteurs du parc. Il lutte également contre la prolifération d'espèces invasives et suit de très près l'évolution des populations d'espèces menacées. Les infrastructures et les bâtiments historiques sont entretenus et restaurés.
Le rôle du service national des parcs est de préserver et de protéger les ressources naturelles et culturelles. Le Congrès des États-Unis lui conféra le titre d'agence fédérale lors de la ratification du National Park Service Organic Act le 25 août 1916. Selon cette loi, la mission du service est de promouvoir et de réguler l'utilisation des parcs nationaux en protégeant les paysages, la vie sauvage et les sites historiques en vue de les laisser intacts pour les générations futures. La chasse, l'exploitation forestière ainsi que la collecte de ressources naturelles et culturelles sont illégales à l'intérieur du parc. La prospection et l'exploitation de pétrole ou de gaz sont également interdites.

## Tourisme
Le parc, son volcan et ses paysages montagneux attirent entre un et deux millions de touristes chaque année grâce à la proximité de grandes métropoles comme Seattle. Le parc national le plus visité de l'État de Washington est toutefois le parc national Olympique qui accueille de son côté près de trois millions de visiteurs.

### Infrastructures

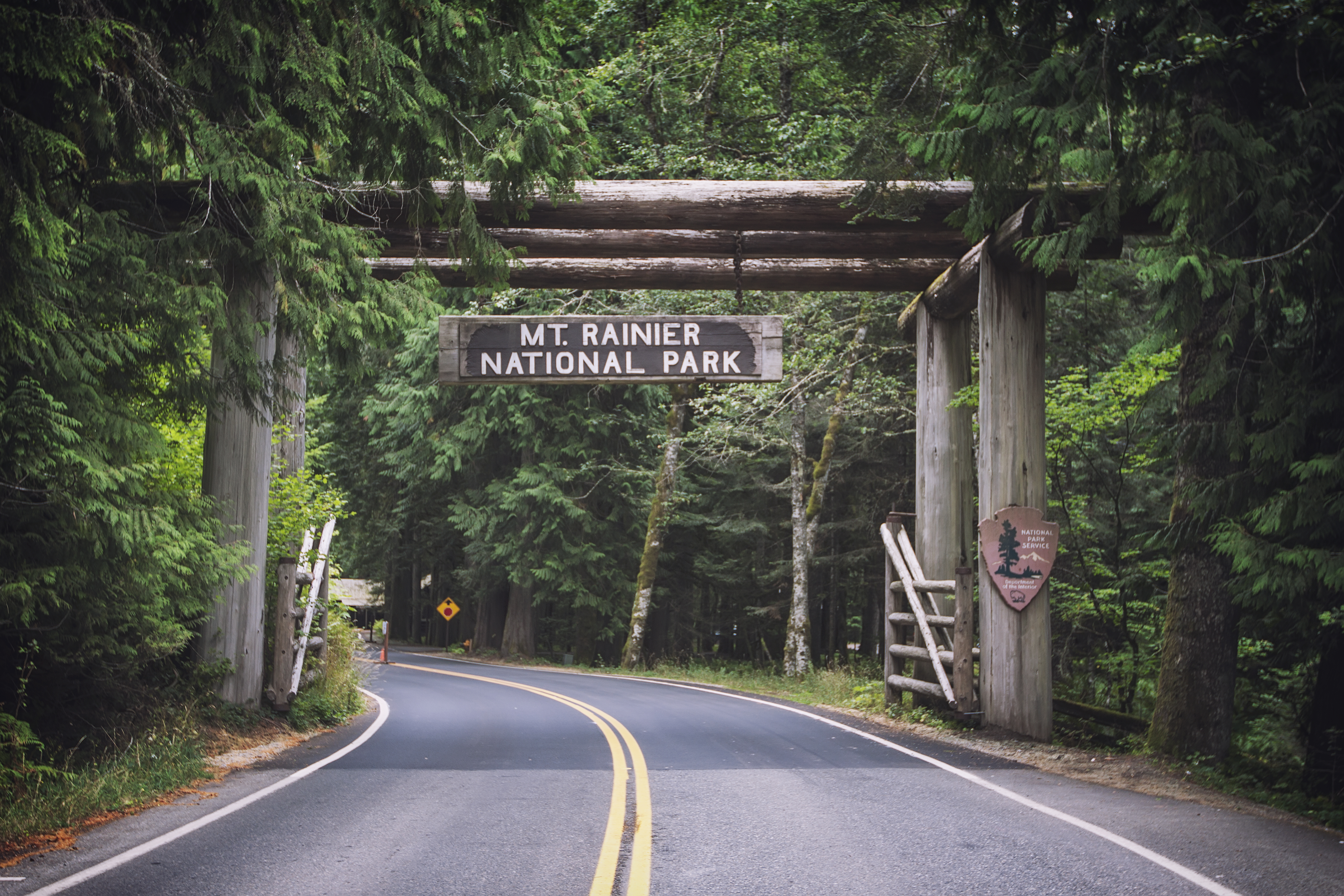
Entrée de Nisqually, première entrée publique du parc.

La route est le seul moyen de transport permettant de se rendre dans le parc. La route d'État Washington State Route 410 relie ainsi le parc à l'Interstate 5 (zone métropolitaine de Seattle-Tacoma) mais est toutefois en partie fermée de novembre à mai, à la suite d'abondantes chutes de neige. Quoi qu'il en soit, la grande majorité du parc n'est accessible que par la marche.
Les zones du parc les plus fréquentées par les touristes se nomment Paradise et Longmire. Ces zones sont accessibles tout au long de l'année grâce au déneigement des routes. Les touristes peuvent y trouver des hôtels tels que le Paradise Inn, des magasins, un centre d’accueil et un musée (Longmire museum). Ces bâtiments anciens sont pour la plupart classés au registre national des sites historiques américains depuis le 28 mai 1987,,,. Ainsi, la Tipsoo Lake Comfort Station  est un bâtiment construit en 1934 et qui abrite des toilettes publiques ; il est enregistré comme site historique depuis 1991, ainsi Narada Falls Comfort Station, Tahoma Vista Comfort Station et Sunrise Comfort Station la même année. Un autre site fréquenté est Sunrise, où l'on trouve notamment le Yakima Park Stockade Group, un National Historic Landmark qui accueille aujourd'hui un centre d'accueil, le Sunrise Visitor Center.
Des activités telles que la randonnée pédestre, le camping, le vélo, la pêche, l'escalade et le ski de fond sont proposées aux visiteurs,. Le sentier de randonnées par excellence du parc se nomme Wonderland Trail. Ce dernier fait le tour complet du mont Rainier mais nécessite entre dix et douze jours de marche pour être accompli. Le côté oriental du parc est finalement traversé par le sentier de grande randonnée Pacific Crest Trail qui relie la Californie au Canada.

### Environs
Le parc national du mont Rainier se situe à mi-chemin entre les importantes villes de Seattle et de Portland. Le parc national des North Cascades, connu pour ses paysages montagneux, est situé à la frontière canadienne à environ 200 kilomètres au nord. Le parc national Olympique est, quant à lui, situé à environ 200 kilomètres au nord-ouest à proximité du Pacifique. Les célèbres volcans du mont Saint Helens et du mont Adams sont situés quant à eux à seulement une cinquantaine de kilomètres au sud du parc.
Alors que le développement des infrastructures est limité dans le parc en vue de préserver le lieu, des pistes de ski sont présentes à proximité notamment au niveau de Crystal Mountain, la plus importante station de sports d'hiver de l'État de Washington.

### Culture populaire
Depuis le 11 avril 2007, dans le cadre de l'action 50 State Quarters, l'United States Mint frappe une pièce commémorative de 25 cents de dollar spécifique à l'État de Washington et dont une des faces représente le mont Rainier.
L'État de Washington met sur le marché une édition spéciale de plaque d'immatriculation qui représente en fond le mont Rainier. Cette plaque est vendue plus chère que la plaque traditionnelle et l'écart des coûts est reversé pour le budget du parc national.

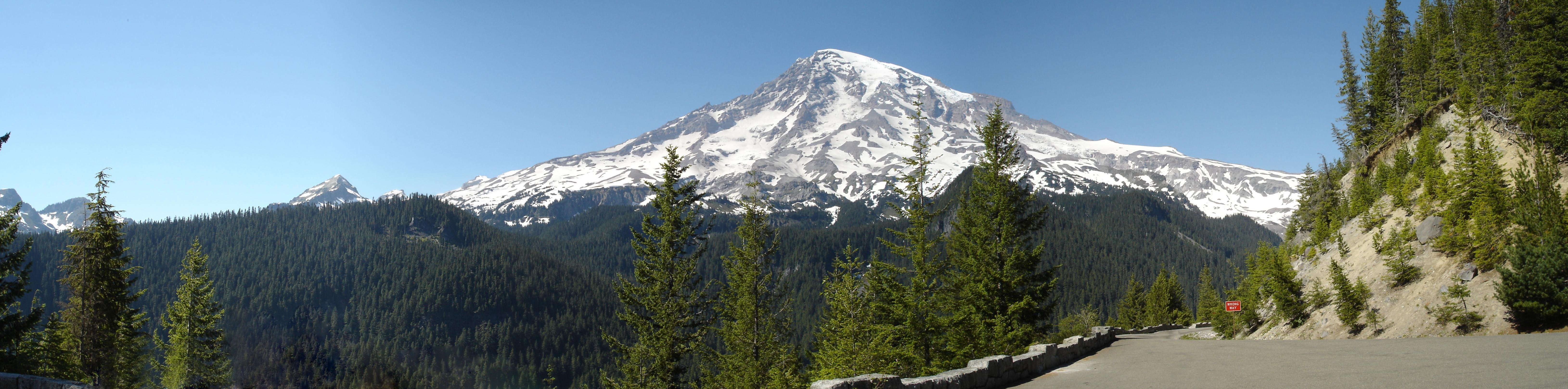
Panorama du parc avec vue sur le mont Rainier.